# Val Coisin
Le val Coisin est une petite vallée glaciaire de France située en Savoie, dans la combe de Savoie, au sud-est de Chambéry.
Elle est drainée par le Coisin qui alimente le lac de Sainte-Hélène. Elle s'étire, de l'amont vers l'aval, depuis Châteauneuf au nord-est jusqu'à Sainte-Hélène-du-Lac et Les Mollettes, juste en aval du lac de Sainte-Hélène, sur douze kilomètres. Elle est bordée au nord-ouest par un ensemble de collines formées de moraines et au sud-est par le Montraillant, une montagne de la chaîne de Belledonne,.

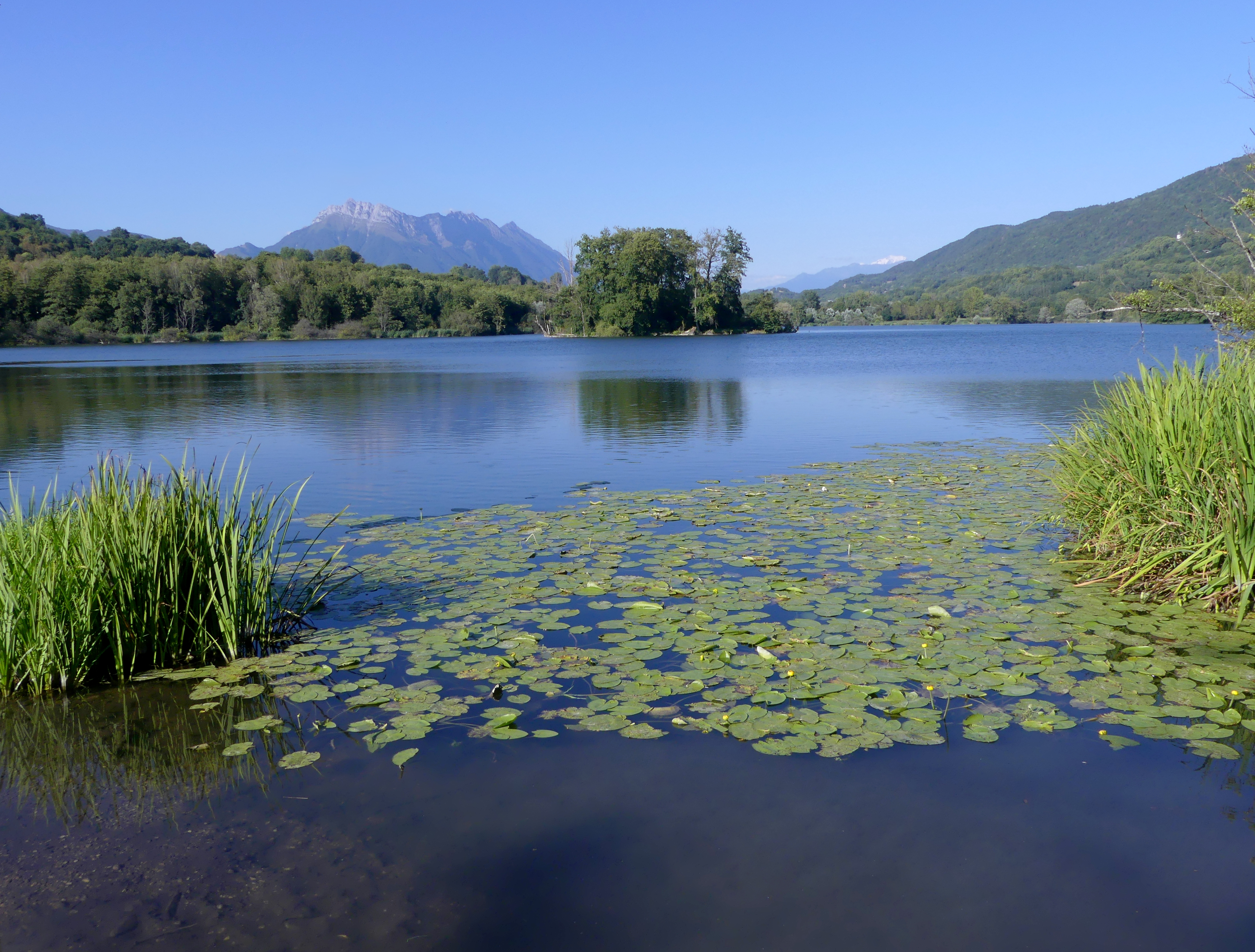
Vue du lac de Sainte-Hélène avec le val Coisin en arrière plan.